# Telfair Museum of Art

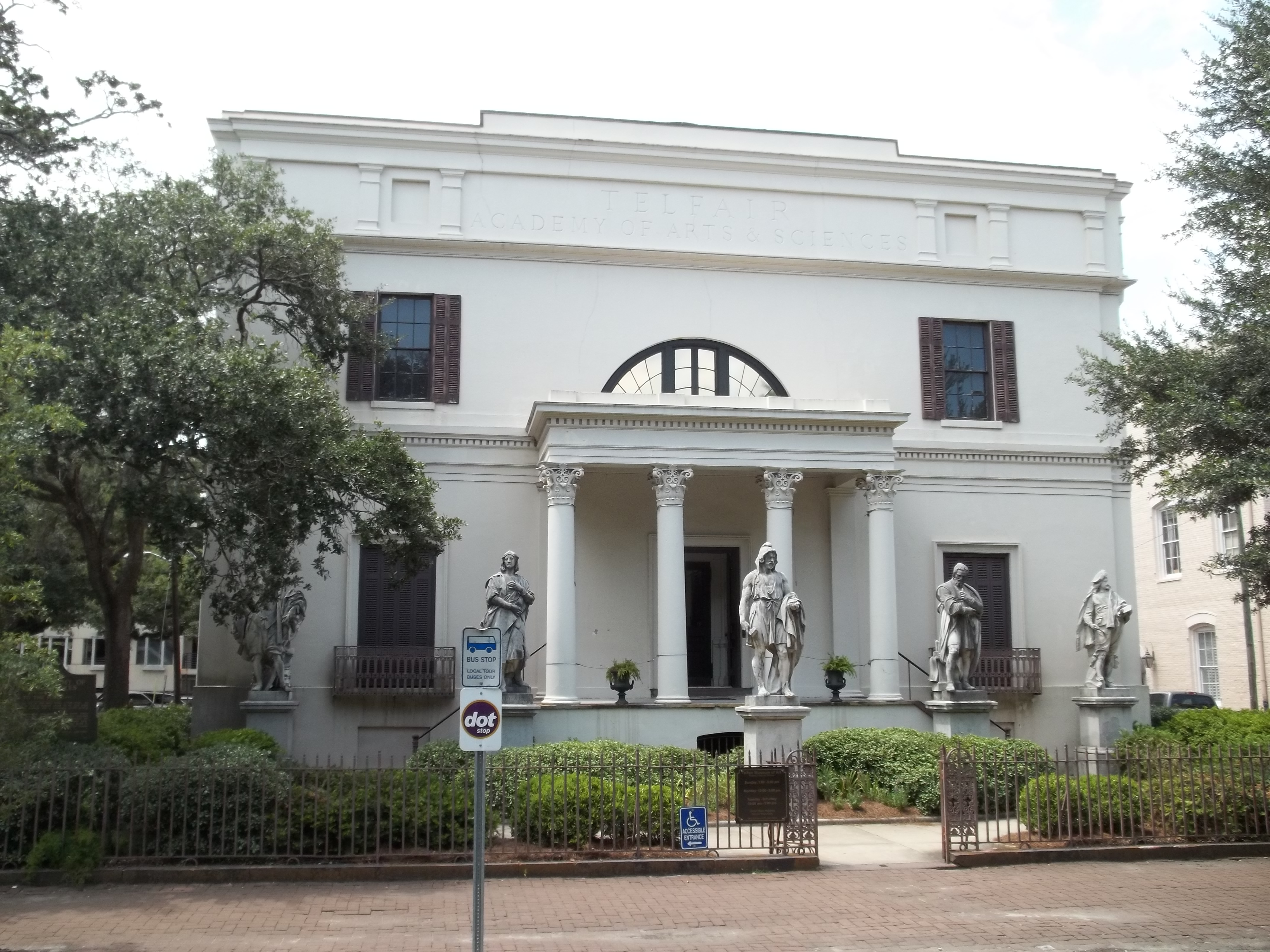
Telfair Academy, eines der drei Gebäude des Telfair Museum of Art

Das Telfair Museum of Art ist ein Kunstmuseum in Savannah im US-Bundesstaat Georgia. Das Museum teilt sich auf drei Gebäude auf, wovon zwei historische Wohnhäuser aus dem 19. Jahrhundert sind, die als National Historic Landmark unter Denkmalschutz stehen. Zur Sammlung gehören Möbel und Kunsthandwerk des 19. Jahrhunderts sowie europäische und amerikanische Gemälde des 19. und 20. Jahrhunderts.

## Geschichte und Sammlung
Das Museum gehört zu den ältesten Kunstmuseen in den Südstaaten und ist nach der Mäzenin Mary Telfair benannt. Es liegt im Savannah Historic District. Telfairs Bruder, Alexander Telfair, hatte 1818–19 am heutigen Telfair Square von dem Architekten William Jay ein repräsentatives Wohnhaus im Stadtzentrum von Savannah im Stil des Klassizismus errichten lassen. Dieses heute Telfair Academy genannte Gebäude stiftete Mary Telfair mit der kompletten Inneneinrichtung der Georgia Historical Society, um es als Museum der Öffentlichkeit zugänglich zu machen. Nachdem das Gebäude durch den Architekten Detlef Lienau erweitert worden war, öffnete es 1886 als Telfair Academy of Arts and Sciences. In diesem Haus zeigen heute zwei Period Rooms die Inneneinrichtung im Stil des 19. Jahrhunderts, während in den anderen Räumen die Sammlung mit Gemälden, Zeichnungen, Skulpturen und dekorativer Kunst des 19. und 20. Jahrhunderts zu sehen ist. Zu den hier ausgestellten Gemälden gehören neben Arbeiten europäischer Künstler vor allem Werke des amerikanischen Impressionismus von Childe Hassam, Frederick Carl Frieseke, Lilla Cabot Perry und John Henry Twachtman oder der Ashcan School mit Bildern von George Bellows, Robert Henri, Ernest Lawson und Arthur B. Davies. Seit dem 11. Mai 1976 ist die Telfair Academy eine National Historic Landmark und im National Register of Historic Places eingetragen.

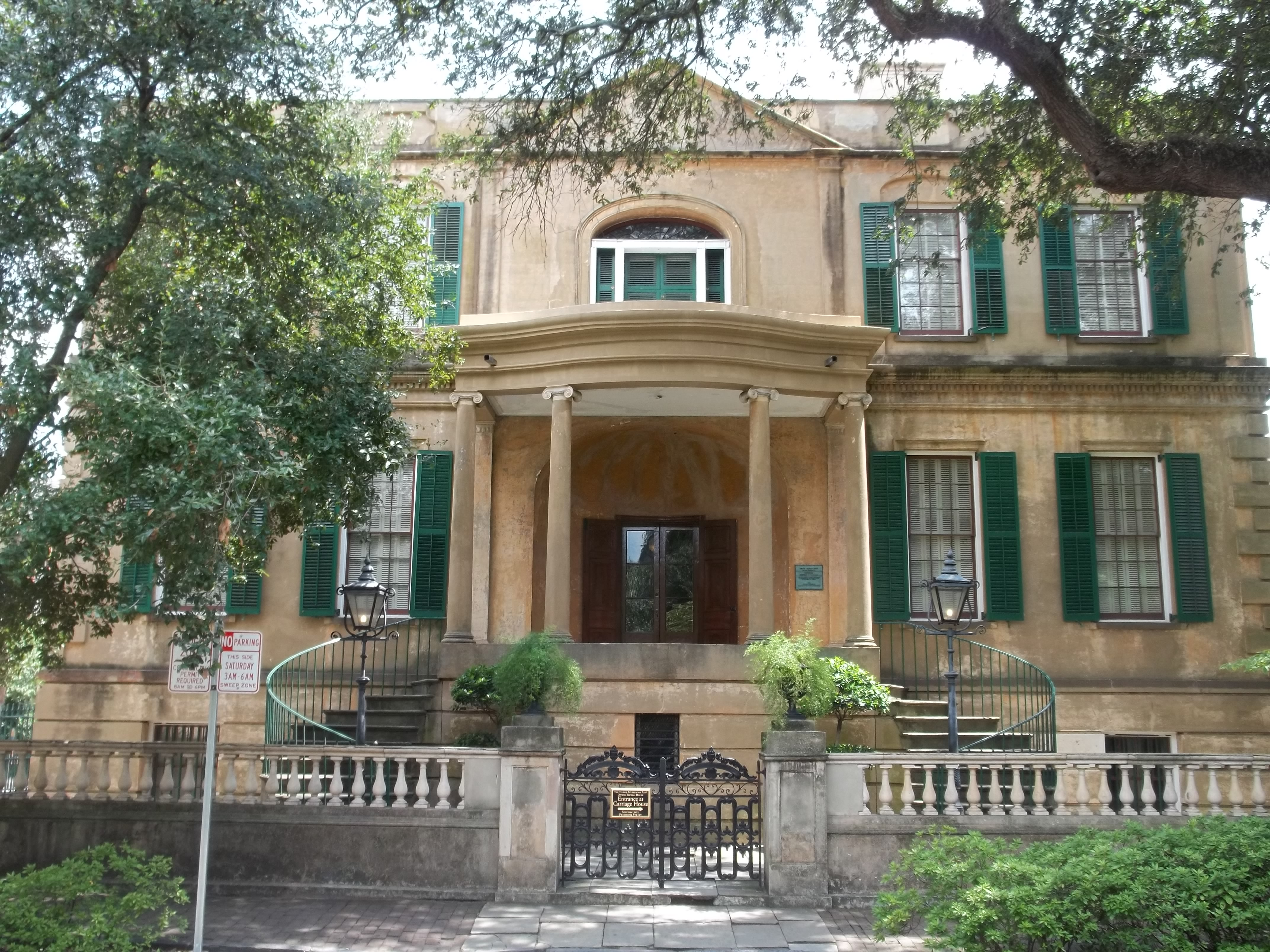
Owens-Thomas House

Das zweite Gebäude des Telfair Museum of Art ist das Owens-Thomas House. Dieses Gebäude entstand von 1816 bis 1819 ebenfalls unter der Leitung von William Jay am Oglethorpe Square mit Anleihen an die Architektur des englischen Regency. Bauherr war der Baumwollhändler und Bankier Richard Richardson. 1830 erwarb es der Bürgermeister von Savannah, George Welshman Owens, in dessen Familie das Haus mehr als 100 Jahre blieb. Seine Enkeltochter Margaret Thomas vermachte das Gebäude 1951 dem Telfair Museum of Art. Im Gebäude sind Möbel der Familie Owens und amerikanisches und europäisches Kunsthandwerk aus der Zeit von 1750 bis 1830 zu sehen. Das Owens-Thomas House ist wie die Telfair Academy seit dem 11. Mai 1976 ein National Historic Landmark und im National Register of Historic Places eingetragen.

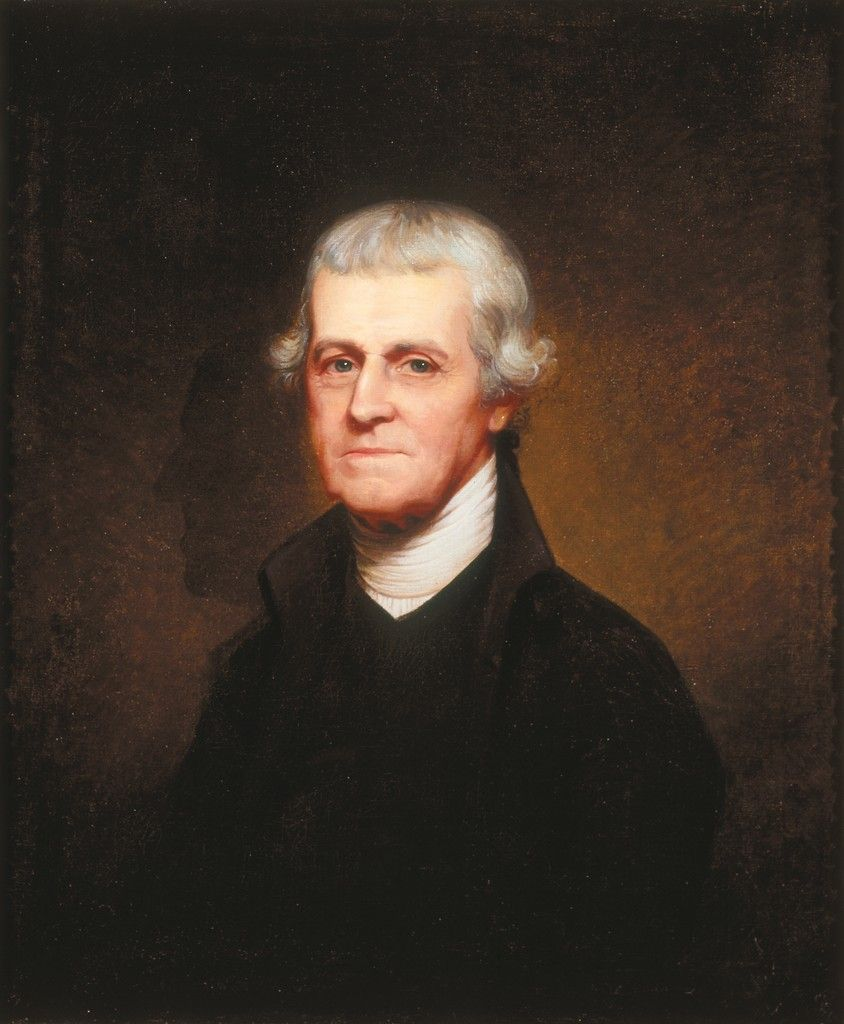
Rembrandt Peale: Dr. Noble Wimberly Jones
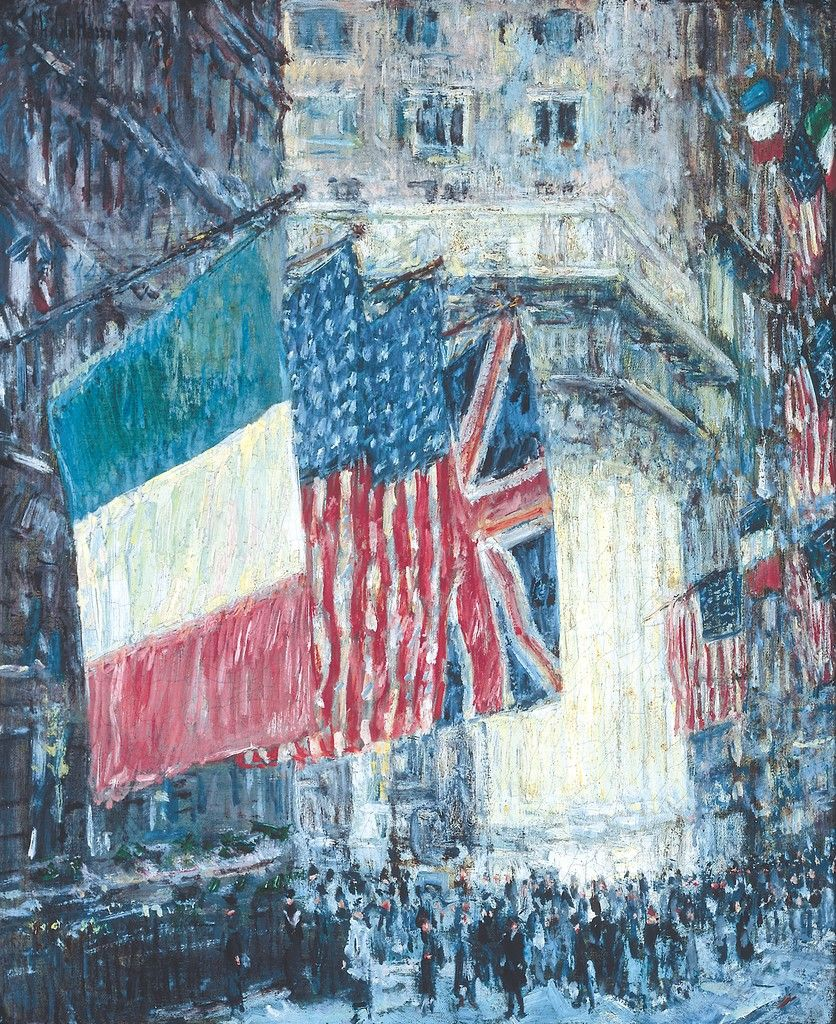
Childe Hassam: Avenue of Allies
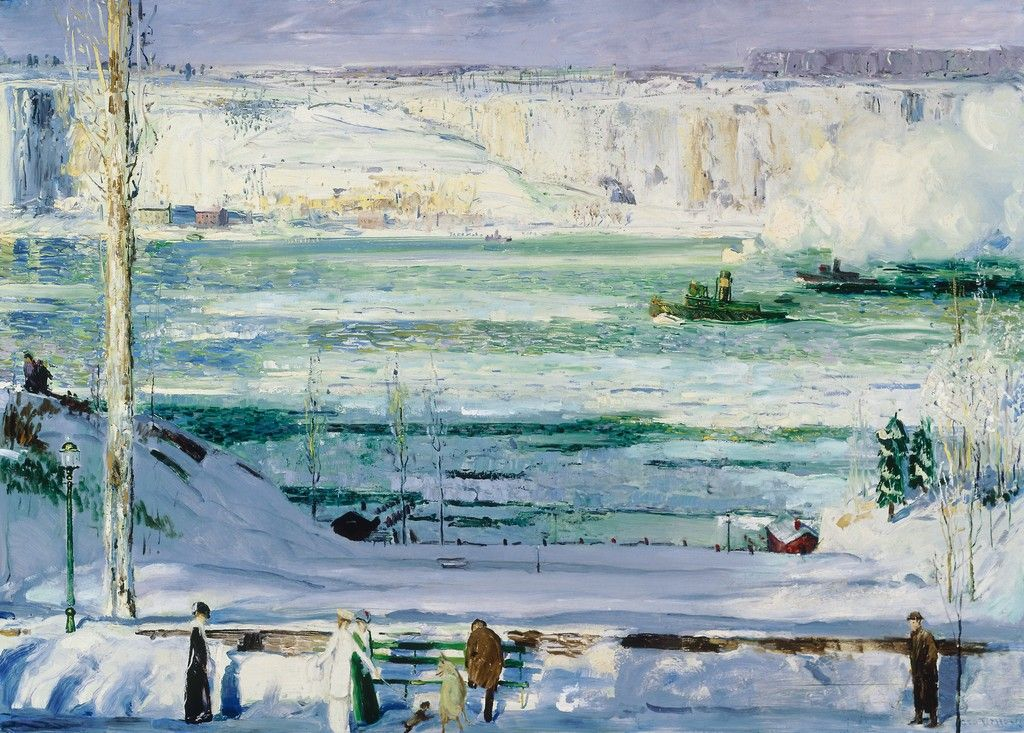
George Bellows: Snow-Capped River
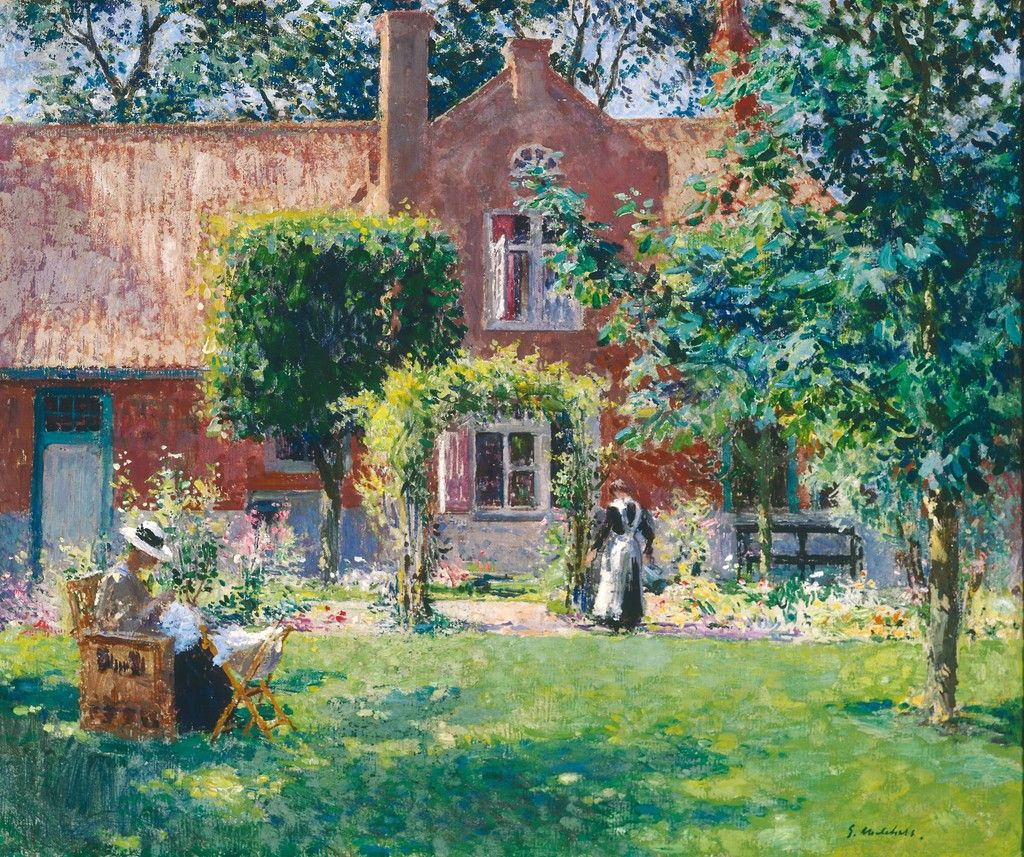
Gari Melchers: The Unpretentious Garden

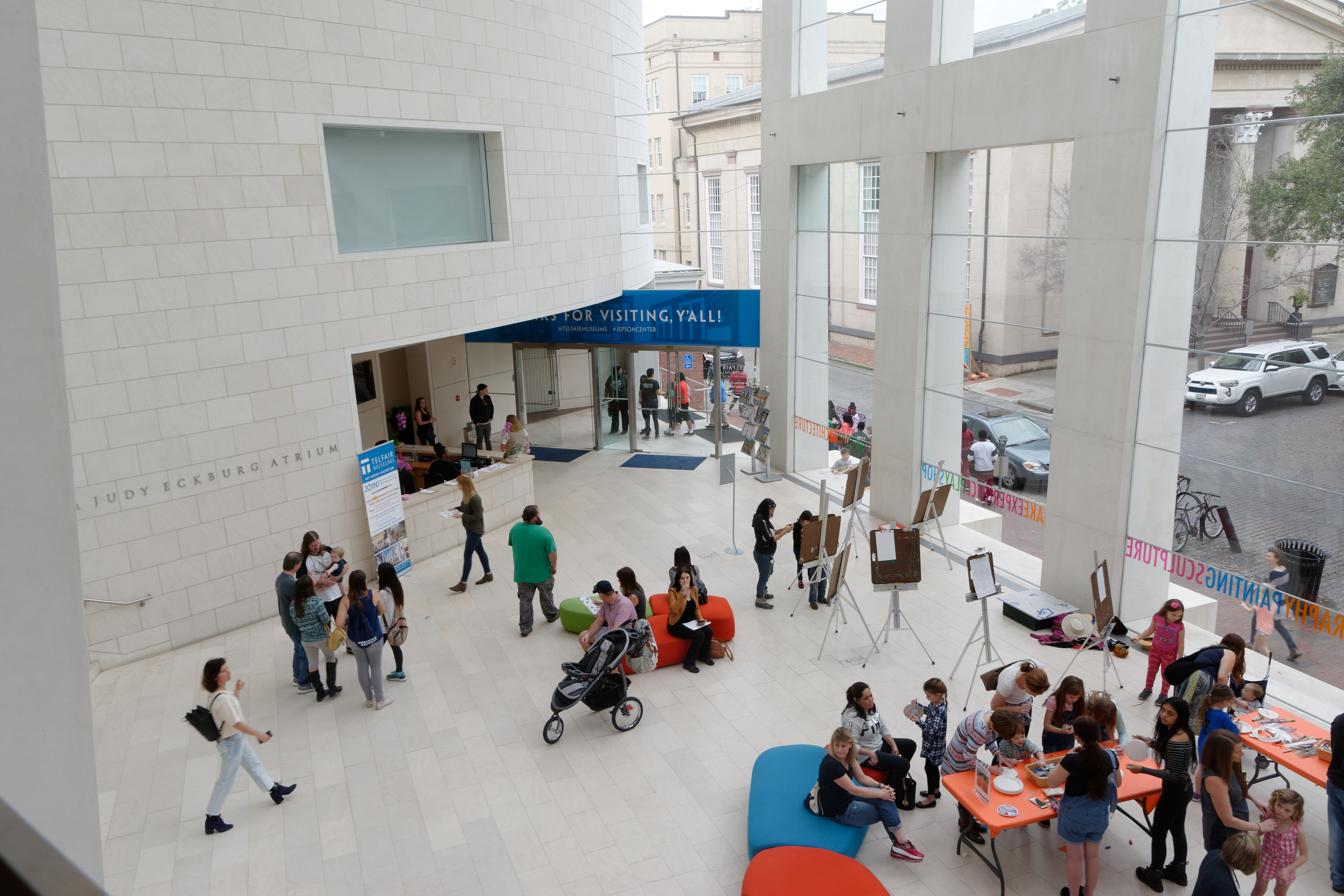
Eingangshalle des Jepson Center

Das jüngste Gebäude ist das Jepson Center. Dieses nach Plänen des Architekten Moshe Safdie errichtete Gebäude wurde 2006 fertiggestellt. Es befindet sich ebenfalls am Telfair Square und verfügt über Räume für Wechselausstellungen, einen Vortragssaal und Räume für die Kunstvermittlung. Darüber hinaus ist hier die Sammlung des Kunsthistorikers Kirk Varnedoe zu sehen. Hierzu gehören Arbeiten auf Papier von Künstlern des 20. Jahrhunderts wie Jasper Johns, Chuck Close, Roy Lichtenstein, Jeff Koons, Robert Rauschenberg, Frank Stella und Richard Avedon.